# Kwiatonowice
Kwiatonowice – wieś w Polsce, położona w województwie małopolskim, w powiecie gorlickim, w gminie Gorlice, zamieszkana przez Pogórzan.
W latach 1975–1998 miejscowość administracyjnie należała do województwa nowosądeckiego.

## Integralne części wsi
| SIMC    | Nazwa     | Rodzaj    |
| ------- | --------- | --------- |
| 0425484 | Milikówki | część wsi |
| 0425490 | Podgórze  | część wsi |
| 0425509 | W Boru    | część wsi |
| 0425515 | Zadziele  | część wsi |

## Zabytki
Obiekty wpisane do rejestru zabytków nieruchomych województwa małopolskiego:
- ogród dworski, XVIII, XIX wiek.
- dwór

## Osoby związane z miejscowością
W latach 80. XIX wieku w kwiatonowickim dworze obowiązki guwernantki sprawowała Lina Bögli, szwajcarska podróżniczka i pisarka. W kwiatonowickim dworze urodził się Adolf Tetmajer, ojciec Włodzimierza – malarza i Kazimierza – poety.